# Studiare Sviluppo
Eutalia s.r.l. (ex Studiare Sviluppo s.r.l.) è una Società a responsabilità limitata italiana con Socio Unico, partecipata al 100% dal Ministero dell'economia e delle finanze.

## Storia
Eutalia s.r.l. (ex Studiare Sviluppo s.r.l.), società del Ministero dell’Economia e delle Finanze, in house delle Amministrazioni Centrali dello Stato, nasce nel 2003 al fine di svolgere attività di assistenza e supporto all’analisi, programmazione, attuazione e valutazione di politiche pubbliche per lo sviluppo.

## Attività
Eutalia s.r.l. (ex Studiare Sviluppo s.r.l.) si occupa dell’attuazione dei Programmi cofinanziati con i Fondi Strutturali e di Investimento europeo (SIE) e da risorse nazionali, come beneficiario o soggetto attuatore principalmente nel settore delle politiche di coesione. L’attività riguarda la progettazione, la valutazione e l’implementazione di iniziative nell’ambito delle politiche di coesione, con la realizzazione di azioni pilota a supporto degli attori locali sui temi dell’attuazione delle politiche pubbliche, della capacity building e dell’efficienza amministrativa.
Eutalia s.r.l. (ex Studiare Sviluppo s.r.l.) come Organismo Mandatario presso la Commissione Europea (Mandated Body) sostiene le Amministrazioni Italiane nel disegno, attuazione e monitoraggio amministrativo di progetti di Gemellaggio Istituzionale dell’UE (Twinning), di Assistenza Tecnica e Capacity Building e di Grant. L’attività è finanziata da donors internazionali, principalmente nell’ambito dei programmi di relazioni esterne UE e si inserisce nel contesto dell’assistenza finalizzata a facilitare i processi di transizione dei Paesi di intervento.

## Cronologia dei vertici aziendali
| Periodo         | Carica e nome                                                            |
| 2022 - in corso | · Amministratore Unico: Alberto Gambescia                                |
| 2019 – 2022     | · Amministratore Unico: Alberto Gambescia                                |
| 2016 – 2019     | · Amministratore Unico: Alberto Gambescia                                |
| 2014 - 2016     | · Presidente: Marialaura Ferrigno                                        |
| 2009 - 2014     | · Presidente: Ernesto Somma                                              |
| 2009            | · Presidente: Gennaro Terracciano                                        |
| 2006 - 2008     | · Presidente: Gennaro Terracciano - Amministratore Delegato: Carlo Nizzo |
| 2003 - 2006     | · Presidente: Carlo Nizzo                                                |